# Людина в лабіринті (роман Роберта Сілвеберґа)
«Людина в лабіринті» (англ. The Man in the Maze) — науково-фантастичний роман американського письменника Роберта Сілверберга, вперше опублікований як книга в 1969 році (спочатку він вийшов частинами в журналі «Worlds of If» у квітні-травні 1968 року). Він розповідає історію людини, нездатної нормально взаємодіяти з іншими людьми через її неконтрольовані психічні здібності. Роман натхненний твором Софокла «Філоктет», де ролі Одіссея, Неоптолема і Філоктета надані відповідно Бордману, Роулінсу, і Мюллеру.
Роман торкається тем ізоляції та соціального відчуження, використовуючи психічні сили як алегорію людської взаємодії. Сілверберг використав подібні методи і «Вмираючи зсередини».

## Короткий сюжет
Дія відбувається в майбутньому. Головний герой — відставний дипломат Річард Мюллер, який змушений ховатися від людства на безлюдній планеті Лемнос. Він живе там в центрі стародавнього міста-лабіринту, побудованого зниклою інопланетною расою. Зовнішні зони лабіринту сповнені смертельних пасток, щоб відбити бажання входу в центральну зону.
Раніше він чесно служив людству, об'їздив сотні світів. Кар'єрний дипломат Чарльз Бордман запропонував йому вступити в контакт з жителями планети Бета Гідри IV, єдиної розумної інопланетної раси, виявленої в галактиці. Мюллер провів п'ять місяців на Гідрі, не встановивши якогось осмисленого спілкування з аборигенами, а по поверненню виявив, що інші люди не можуть витримувати його ментального відштовхуючого поля. Тому він сховався в лабіринті.
Через дев'ять років Бордман з командою вторгається в його самоізоляції. В пастках лабіринту гинуть і роботи і люди. Контакт з Мюллером встановлює лише Нед Роулінс, син нині покійного друга Мюллера, і начебто обіцяє йому ліки від його ментального поля. Пізніше Роулінс зізнається, що здібності Мюллера є єдиною надією встановити контакт з прибульцями з іншої галактики, які здається не сприймають людей за розумні істоти і знищують людську цивілізацію.
Після контакту з інопланетянами, по поверненню Мюллер зустрічається з Роулінсом і виявляє, що його поле відштовхування тепер зникло, однак все одно повертається до лабіринту. Роман не дає відповіді щодо результату контакту з позаземною цивілізацією або що сталося з Мюллером. Роулінс, між тим, іде по стопах Мюллера і незліченних відчайдушних авантюристів до нього.